# Cressbrook Dam
Cressbrook Dam är en dammbyggnad i Australien. Den ligger i kommunen Somerset och delstaten Queensland, omkring 84 kilometer väster om delstatshuvudstaden Brisbane. Cressbrook Dam ligger 242 meter över havet. Den ligger vid sjön Lake Cressbrook.
Runt Cressbrook Dam är det mycket glesbefolkat, med 3 invånare per kvadratkilometer.. Det finns inga samhällen i närheten. 
I omgivningarna runt Cressbrook Dam växer i huvudsak städsegrön lövskog. Genomsnittlig årsnederbörd är 1 106 millimeter. Den regnigaste månaden är januari, med i genomsnitt 235 mm nederbörd, och den torraste är september, med 31 mm nederbörd.